# ریچارد کویل
ریچارد کویل (به انگلیسی: Richard Coyle) بازیگر بریتانیایی متولد سال ۱۹۷۲ میلادی است. از نقش آفرینی‌های وی می‌توان به فیلم شاهزاده ایران: ماسه‌های زمان، دبلیو ای، به سیم آخر زدن تری پرچت و افسارگسیخته، ۵ روز جنگ، باروت، خیانت و دسیسه و امور پنهانی اشاره نمود. این بازیگر در بازی ویدئویی افسانه ۳ هم همکاری کرده‌است.